# ميلكور كوب كاسترو
ميلكور كوب كاسترو (بالإسبانية: Melchor Cob Castro)‏ مواليد 18 أبريل 1968 في ولاية كامبيتشي، المكسيك، هو ملاكم محترف مكسيكي يصنف ضمن فئة وزن خفيف الذبابة بدأ مسيرته الاحترافية سنة 1986. حقق بطولة المجلس العالمي للملاكمة وبطولة منظمة الملاكمة العالمية.

## إحصائيات
خاض خلال مسيرته 85 نزالا، فاز في 70 وتعادل في 4 وخسر في 11. فاز بالضربة القاضية في 33 نزالا.

## روابط خارجية
- ميلكور كوب كاسترو على موقع بوكس ريك (الإنجليزية) (registration required)